# ياكوب يوليوس ديفيد
ياكوب يوليوس ديفيد (بالألمانية: Jakob Julius David)‏ هو صحفي وكاتب نمساوي، ولد في 6 فبراير 1859 في Hranice (Přerov District) ‏ في التشيك، وتوفي في 20 نوفمبر 1906 في فيينا في النمسا.